# Husterknupp
Der Husterknupp ist eine abgegangene niederrheinische Turmhügelburg (Motte) bei Frimmersdorf, einem heutigen Stadtteil von Grevenbroich im Rhein-Kreis Neuss in Nordrhein-Westfalen.
Die Burg war die Stammburg der Grafen von Hochstaden. "Huster" ist die Verkürzung des Wortes "Hochstadener" (Huh=hoch), während "Knupp" die Bezeichnung für einen Hügel ist, der Huster Knupp ist also der Hochstadener Hügel.

## Grabung
Von 1949 bis 1951 wurde in drei großen Abschnitten die Motte "Husterknupp" ausgegraben. Diese lag etwa 1 km östlich der damaligen Ortschaft Morken-Harff. Sowohl der Ort Morken als auch die Motte mussten dem fortschreitenden Braunkohlentagebau der Grube Frimmersdorf-Süd im Besitz der Roddergrube AG weichen (zuletzt Tagebau Garzweiler). Die Motte lag im Erfttal in einer Schleife der Erft zwischen dem Ort Frimmersdorf im ehemaligen Kreis Grevenbroich und Morken im damaligen Kreis Bergheim (Erft). Urkundlich und in mündlicher Überlieferung der Bevölkerung war bekannt, dass sie einst der Stammsitz des rheinischen Adelsgeschlechtes der Grafen von Hochstaden war.
Nach Ausweis der Funde, Keramik, Waffen und anderen Gegenständen war die Motte "Husterknupp" eine Neugründung im letzten Viertel des 9. Jahrhunderts. In dieser Zeit bedrohten die Wikinger die Siedlungen des Erfttals, am 8. Juli 881 wurde bei Bergheimerdorf der Abt der Reichsabtei Kornelimünster Eginhard ermordet. In dieser Zeit hat ein Vorfahre der von Hochstaden seinen bisherigen Hof verlassen und hier eine wehrhafte Hofanlage oder Niederungsburg am damaligen Erftlauf errichtet. 

Rekonstruktionsversuch der Flachsiedlung Husterknupp

## 1. Bauabschnitt (Flachsiedlung)
Reste von fünf Holzhäusern der Flachbausiedlung in Stabbauweise konnten noch gefunden werden, der Grundriss der Siedlung hatte einen inneren Durchmesser von 45 m, die Häuser ergaben einen freien Hofraum mit einer Abfallgrube in der Mitte. Das Haupthaus war in einer Längsseite mit dem Pfosten, den Schwellriegeln und den Stabbrettern der Wandfüllung noch bis zur Traufhöhe erhalten. Das Haus hatte eine Vorhalle mit einer Länge von 11,50 m, eine Breite von 5,70 m und bestand aus vier Räumen.

## 2. Bauabschnitt (Motte)

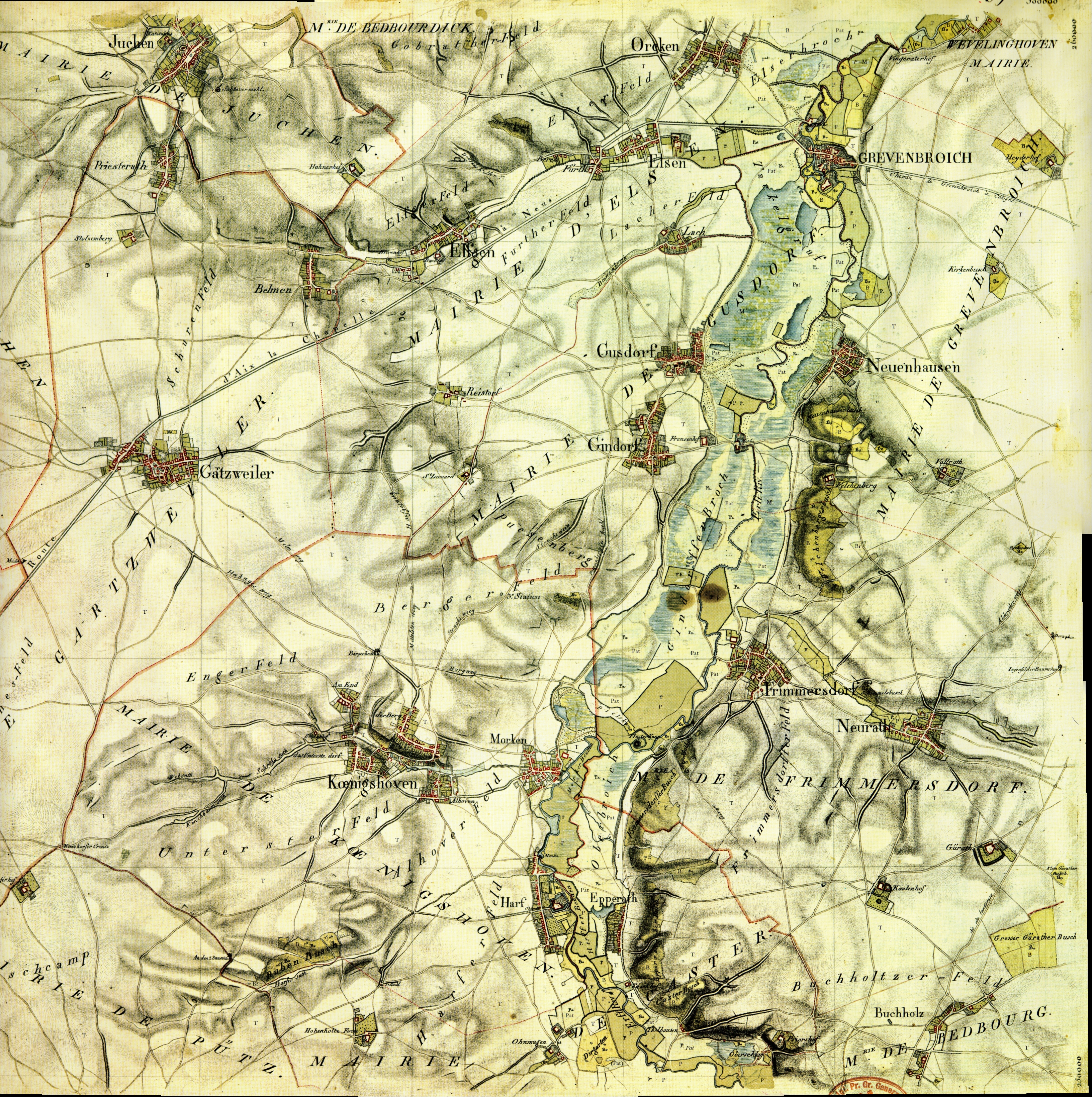
Der Huster Knupp auf der Tranchotkarte Grevenbroich von 1807

Diese erste Flachsiedlung dürfte etwa bis in die Mitte des 10. Jahrhunderts bestanden haben, danach wurde die Anlage zu einer zweiteiligen Motte umgebaut. Das Areal wurde in eine Kernburg und eine Vorburg aufgegliedert, die jeweils von einem eigenen Wassergraben umgeben waren. Die Kernburg wurde durch eine steil geböschte Erdplattform erhöht, welche die Kernmotte darstellte und Platz für neue Holzgebäude bot. Das alte Haupthaus blieb im Areal der neuen Vorburg erhalten, das ebenfalls durch eine Erdaufschüttung leicht erhöht wurde. Die übrigen Häuser der alten Flachsiedlung wurden aufgegeben. Die Vorburg wurde durch einen neuen, größeren Graben in nordöstlicher Richtung begrenzt.

## 3. Bauabschnitt (Hochmotte)
Zu Beginn des 11. Jahrhunderts wurde die Hochmotte errichtet, welche das Areal der alten Kernmotte sowie des Großteils der alten Vorburg einnahm. Auf der Hochmotte wurde das wehrhafte Haus des Burgherren, ein Wohnturm, und auf der neuen Vorburg die Wirtschaftsgebäude und die Häuser für die übrigen Burgbewohner und Viehställe errichtet.
Die neue Vorburg wurde in nordöstlicher Richtung vergrößert und bis an die Schleife des Erftlaufes herangeführt. Man baute diese Schleife zum Graben aus und bezog sie damit in das neue Verteidigungssystem um Hochmotte und Vorburg ein. An der Ostseite dürfte ein Abfluss angelegt worden sein, sodass eine Wassersicherung vorhanden war. Die durchschnittliche Breite des Grabens betrug 6 m.  Der Durchmesser der Hochmotte betrug 54 m, die Höhe der Motte etwa 6,40. Die hufeisenförmig an der Nordostseite des Hügels angelegte Vorburg hatte eine durchschnittliche Breite von 45 m bei einer Länge von 90 m. Der Graben der Vorburg hatte eine Breite von 10 m, der Erftlauf eine Breite von 18 m bei einer Tiefe von etwa 1,50 m.
Die Vorburg war hinter dem Graben mit einer Palisade befestigt und an der Rückseite mit einem vertieften Wehrgang angelegt. Die Palisade wurde später durch eine 4,50 m breite Holz/Erde-Mauer ersetzt, die im Kern aus einem quadratisch gesetzten Pfahlgerippe aus mächtigen Eichenpfählen bestand. Innerhalb der Quadrate waren weitere Pfähle vermutlich als Stützen für die Längs- und Querhölzer eingerammt sowie für die Erdfüllung im Rahmenkern und für die Anschüttung der inneren Mauerböschung. Eine Reihe rechteckig zubehauener Pfählchen, etwa 1,50 – 2 m hinter den inneren Pfählen, bestand als Begrenzung und Abstützung der zum Burginnern hin anfallenden inneren Mauerböschung.

## Ausbau der Motte zur steinernen Burg
Die Zerstörung der Motte erfolgte zwischen 1192 und 1244. Im Jahr 1192 wird zum ersten Mal von längeren Kämpfen um die Burg berichtet. In diesen Kämpfen muss die Motte restlos zerstört worden sein. Konrad von Hochstaden gab 1244 als Erzbischof von Köln im Zusammenhang mit Maßnahmen der allgemeinen Befestigung des Erzstiftes Köln den Auftrag, auf dem Gelände der Vorburg in unmittelbarer Nähe zur Erft eine neue Hochstadenburg aus Stein zu errichten. Etwa 100 m nördlich der alten Motte wurden in den Jahren 1933–1934 Reste dieser Burg ausgegraben. Diese bestanden aus den Fundamenten und einer Umfassungsmauer, einer Toranlage und einem runden Eckturm. Am Nordrand der Vorburg befanden sich die Fundamente einer Kapelle. Diese Kapelle war ein einfacher Saalbau mit Rechteckchor, 11,40 m lang und 5,35 m breit.

## Auflassung der Burg
Die steinerne Burg Hochstaden wurde im Laufe des 14. Jahrhunderts aufgelassen, die Burg wird 1328 zuletzt urkundlich erwähnt. Danach wurde die "Husterknupp" wüst, Funde aus dem 15. Jahrhundert fehlen.
Ab 1956 fielen das Gelände und das Umland dem Braunkohletagebau zum Opfer und wurden abgebaggert, die umliegenden Orte umgesiedelt.

## Nachwirken
Nach der abgegangenen Burg wurde eine Ende der 1990er Jahre am Südwesthang der nahen rekultivierten Königshovener Höhe angelegte kleine nichtkommerzielle Weinlage, die etwa 150 Flaschen ergibt, Garzweiler Husterknupp genannt.